# Vanuatu en los Juegos Olímpicos de Atenas 2004
Vanuatu estuvo representado en los Juegos Olímpicos de Atenas 2004 por dos deportistas, un hombre y una mujer, que compitieron en atletismo.
El portador de la bandera en la ceremonia de apertura fue el atleta Moses Kamut. El equipo olímpico vanuatuense no obtuvo ninguna medalla en estos Juegos.